# Erasmus Freund
Erasmus Freund (ur. ok. 1504 zm. 5 lutego 1578) – patrycjusz świdnicki, burmistrz miasta w latach 1547/1548, 1550/1551, 1553/1554, 1557/1558, 1561/1562, 1564/1565, 1567/1568, 1570/1571 i 1572/1573.
Pochodził ze znanej rodziny, której członkowie od dawna odgrywali ważną rolę w życiu społeczno - politycznym miasta.
Kształcił się na Uniwersytecie we Frankfurcie nad Odrą (jego nazwisko widnieje na liście nowo przyjętych studentów z datą 1519).
W 1551 wybudował kamienicę na obecnej ulicy Grodzkiej 7 (do dzisiaj z tego budynku zachował się jedynie renesansowy portal z wizerunkiem burmistrza i jego żony).